# Thamnistes
Thamnistes es un género de aves paseriformes perteneciente a la familia Thamnophilidae, que agrupa a dos especies nativas de la América tropical (Neotrópico), donde se distribuyen desde el sureste de México, por América Central y del Sur, hacia el este hasta el extremo noroeste de Venezuela y hacia el sur, por el piedemonte oriental de los Andes hasta el oeste de Bolivia. A sus miembros se les conoce por el nombre común de bataráes. Hasta recientemente el género era monotípico, con una única especie, pero en 2018, la especie Thamnistes rufescens fue separada de Thamnistes anabatinus.

## Etimología
El nombre genérico «Thamnistes» se compone de las palabras del griego «thamnos»: arbusto, matorral, e «hizō»: sentarse; significando «que permanece en los arbustos».

## Características
Las dos especie de este género son pequeñas, miden entre 13 y 14 cm de longitud, de colores pardo-grisáceo y  oliváceo con alas y cola rufas, de pico robusto. Son árborícolas y habitan en el dosel y subdosel de selvas húmedas de piedemonte o montanas bajas. Andan solitarios o en pareja, forrajeando más alto que cualquier otro hormiguero, casi siempre acompañando bandadas mixtas de alimentación; inspeccionan ramas y enmarañados de enredaderas, buscando en las hojas y a veces también investigando amontonados de hojas muertas.

## Lista de especies
Según las clasificaciones del Congreso Ornitológico Internacional (IOC)  y Clements Checklist/eBird v.2018, el género agrupa a las siguientes especies con el respectivo nombre popular:
| Imagen | Nombre científico                     | Autor                       | Nombre común             | EC (*) |
| ------ | ------------------------------------- | --------------------------- | ------------------------ | ------ |
|        | Thamnistes anabatinus                 | P.L. Sclater & Salvin, 1860 | batará café (occidental) | LC     |
|        | Thamnistes (anabatinus) aequatorialis | P.L. Sclater, 1862          | batará café (oriental)   | LC     |
|        | Thamnistes rufescens                  | Cabanis, 1873               | batará andino            | NE     |

(*) Estado de conservación

## Taxonomía
Algunos autores, como Aves del Mundo (HBW) y Birdlife International (BLI), consideran al grupo andino T. anabatinus aequatorialis (junto a las subespecies gularis y rufescens) como una especie separada, el batará andino; con base en diferencias morfológicas y de vocalización.
La especie T. rufescens fue considerada conespecífica con T. anabatinus hasta que los estudios de vocalización de Isler & Whitney (2017) demostraron diferencias significativas en el canto y en los llamados, justificando su separación, lo que fue aprobado en la Propuesta N° 758 al Comité de Clasificación de Sudamérica (SACC), y listado por las clasificaciones del IOC y Clements v.2018. Los autores también sugieren la posibilidad de que la subespecie T. anabatinus aequatorialis también sea una especie separada, dependiendo de más estudios.
Los datos genéticos demuestran que el presente género está hermanado a Pygiptila y que este par está hermanado  a Myrmornis y se propuso que los tres géneros sean colocados en una subfamilia separada Myrmornithinae Sundevall, 1872.